# Hofanlage Ollener Straße 42
Die Hofanlage Ollener Straße 42 (Bundesstraße 212) in Berne-Ollen stammt aus dem 19. Jahrhundert.
Aktuell (2023) wird sie auch als Landhaus Ollen mit Monteurzimmer und -wohnungen genutzt.
Die Gebäude stehen unter Denkmalschutz (siehe auch Liste der Baudenkmale in Berne).

## Geschichte
Der Hof besteht aus
- dem eingeschossigen traufständigen Wohn- und Wirtschaftsgebäude von um 1890 als Vierständer-Hallenhaus in Backsteinaußenmauern, mit reetgedecktem Krüppelwalmdach, Niedersachsengiebel und der  Grooten Door,[2]
- der teils verbohlten traufständigen Fachwerkscheune aus der Mitte des 19. Jahrhunderts, teilweise mit offener Stakung der Ausfachungen, mit Walmdach, Niedersachsengiebel und Querdurchfahrt[3]
- sowie weiteren nicht denkmalgeschützten Nebenanlagen.

Das Landesdenkmalamt befand: „… geschichtliche Bedeutung … als beispielhafte Hofanlage … .“